# Chromatica
Chromatica er det sjette studiealbum af den amerikanske popsangerinde Lady Gaga. Det blev udgivet den 29. maj 2020 af Streamline og Interscope Records. Udgivelsen var oprindeligt planlagt til den 10. april 2020, men blev udsat på grund af COVID-19-pandemien.

## Sangtitler
1. «Chromatica I» 1:00
2. «Alice» 2:57
3. «Stupid Love» 3:13
4. «Rain on Me» (ft. Ariana Grande) 3:02
5. «Free Woman» 3:11
6. «Fun Tonight» 2:53
7. «Chromatica II» 0:41
8. «911» 2:52
9. «Plastic Doll» 3:41
10. «Sour Candy» (ft. BLACKPINK) 2:37
11. «Enigma» 2:59
12. «Replay» 3:06
13. «Chromatica III» 0:27
14. «Sine from Above» (ft. Elton John) 4:04
15. «1000 Doves» 3:35
16. «Babylon» 2:41